# Jan Colyns

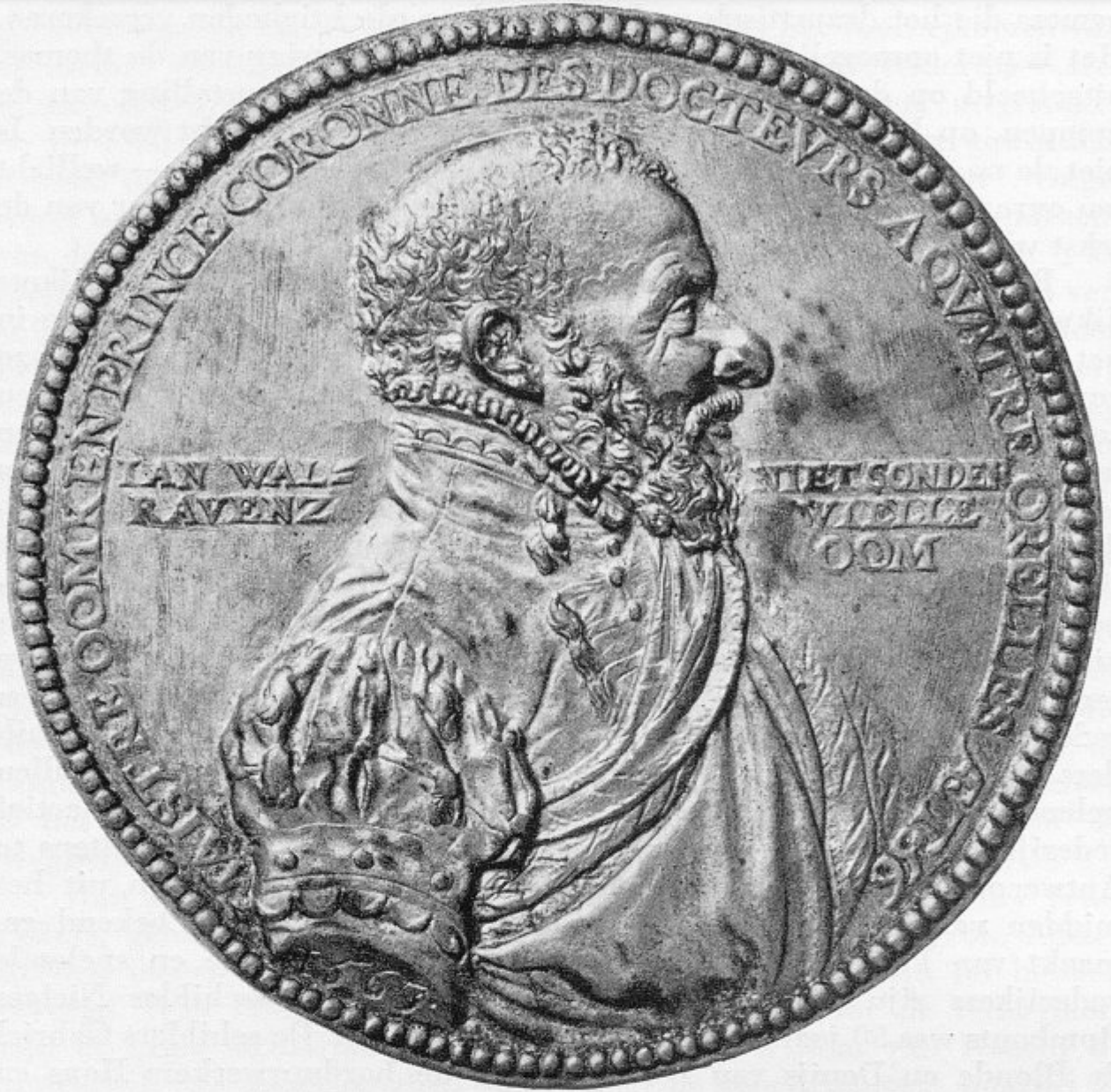
Medaillonportret op de leeftijd van 56 jaar (1563)

Jan Colyns alias Walravens, bijgenaamd Oomken (1506/1507 – na 1564) was een Brussels schilder en rederijker.
Van beroep was hij schilder. Hij kreeg diverse opdrachten van de Rekenkamer van Brabant en van de rentmeester. In 1544 voerde hij aan het hoofd van veertien schilders de decoratie uit van de galerij vanwaaruit de Habsburgse zusters Eleonora van Frankrijk en Maria van Hongarije een steekspel zouden volgen aan het 'Staketsel' van Boondaal.
Colyns was prominent aanwezig in het culturele leven van Brussel als nar van de rederijkerskamer De Corenbloem. In 1551 organiseerde hij een achtdaags zottenfeest, Oomkens feeste vanden sotten, dat een waanzinnige massa op de been bracht in Brussel en waarvan een verslag is bewaard. Nog als Prince der Sotten nam hij in 1561 deel aan een haagspel in Antwerpen. Hij was graag gezien in die stad en werd er ook gevraagd als schilder.
In 1563 werd een prachtige gedenkpenning geslagen ter ere van Maistre Oomken prince coronne des doctevrs a qvatre oreilles aet. 56 ("Meester Oomken, kroonprins van de dokters met vier oren, op de leeftijd van 56"). Ook zijn devies was erop vermeld: Niet sonder wielle ("Niets zonder wil").
In 1564 decoreerde hij met zijn collega-schilder Filips van Eyghen de kapel van het Koudenbergpaleis voor een lijkdienst.

## Voetnoten
1. ↑  Willem Van Eeghem, "Rhetores Bruxellenses (16de eeuw)", in: Revue belge de philologie et d'histoire, tome 15, fasc. 1, 1936, p. 47-78. DOI:10.3406/rbph.1936.1156